# دياني إف. هلبرن
دياني إف. هلبرن (بالإنجليزية: Diane F. Halpern) هي عالمة نفس أمريكية، ولدت في 1950.